# 松平利長

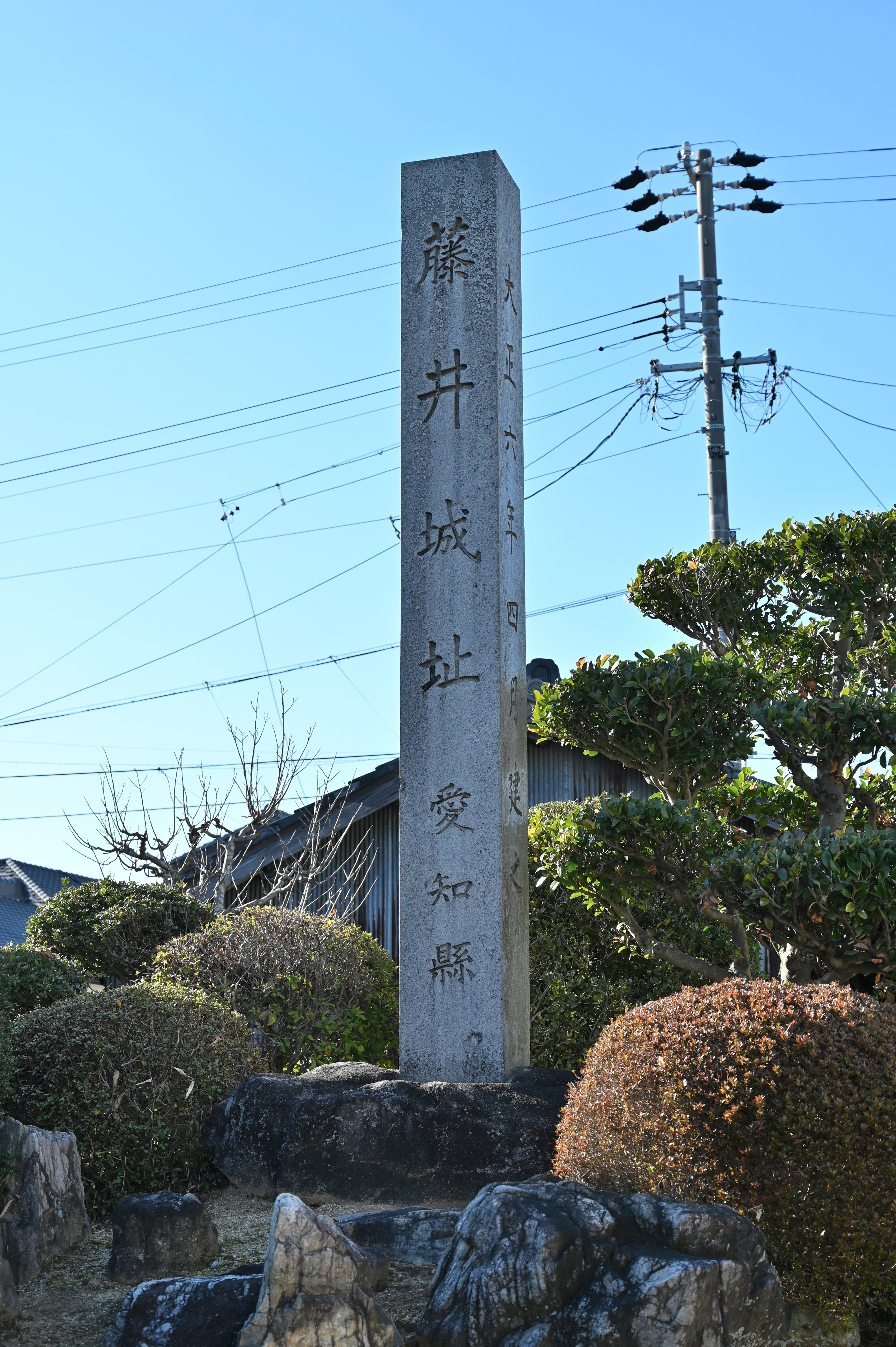
藤井城址の碑（愛知県安城市藤井町）

松平 利長（まつだいら としなが）は、戦国時代の武将。松平宗家5代当主・松平長親の六男。通称は彦四郎。三河国碧海郡藤井城（現在の愛知県安城市藤井町）を居城とし、藤井松平家初代となった。

## 略歴
松平長親は、勢力を拡大して安定をはかるため、一族を福釜、桜井、藤井などに配置した。利長は藤井の地を与えられ、南の西条、東条吉良家に備えた。
天文9年（1540年）、三河安祥城が織田信秀軍に攻撃された。城主・松平長家は劣勢となり、松平広忠の命により、松平（源次郎）信康、松井忠次、松平（甚六郎）康忠とともに援兵として城を守る。城主・長家をはじめ、信康、康忠が戦死する中、忠次とともによく防戦して、織田軍を撃退することに成功した（安城合戦）。
永禄3年（1560年）5月、尾張丸根城攻めで戦死した（但し書状等で永禄3年以降の生存が確認されており、戦死が誤りと言う説もある）。
享年不詳。墓所は愛知県蒲郡市西浦町の法林山光忠寺。法名は「龍徳院殿奇春樹祥大居士」。
山形県上山市の月岡神社は利長・信一父子を祀るために明治10年（1877年）に建てられたとされる。